# Gabinete Fico IV
El Gobierno de la República Eslovaca a partir del 25 de octubre de 2023, o el cuarto gobierno de Robert Fico es el actual y 17º gobierno de la República Eslovaca. Está formado según los resultados de las elecciones anticipadas al Consejo Nacional de la República Eslovaca (NR SR) celebradas el 30 de septiembre de 2023, en las que ganó el partido SMER – Socialdemocracia (SMER-SD).
El 25 de octubre de 2023, Zuzana Čaputová, presidenta de la República Eslovaca, aprobó la coalición. La coalición gubernamental estaba formada por el partido SMER-SD, el partido Voz – Socialdemocracia (HLAS-SD) y el Partido Nacional Eslovaco (SNS).

## Apoyo parlamentario
| Cámara           | Candidato   | Fecha                                                     | Voto |    |    |    |    |    |    |   | Total  |
| ---------------- | ----------- | --------------------------------------------------------- | ---- | -- | -- | -- | -- | -- | -- | - | ------ |
| Consejo Nacional | Robert Fico | 21 de noviembre de 2023 Mayoría simple requerida (76/150) | Sí   | 42 |    | 27 |    |    |    | 9 | 78/150 |
| Consejo Nacional | Robert Fico | 21 de noviembre de 2023 Mayoría simple requerida (76/150) | No   |    | 30 |    | 14 | 11 | 10 |   | 65/150 |
| Consejo Nacional | Robert Fico | 21 de noviembre de 2023 Mayoría simple requerida (76/150) | Aus. |    | 2  |    | 2  | 1  | 1  | 1 | 7/150  |

## Gabinete Ministerial
Miembros del gobierno y sus funciones:
     Dirección-Socialdemocracia
     Voz - Socialdemocracia
     Partido Nacional Eslovaco
     Coalición Nacional / Candidatos Independientes
     Independientes

### Presidente del Gobierno de la República Eslovaca
| Fotografía | Presidente  | Período               | Período     | Partido | Partido |
| Fotografía | Presidente  | Inicio                | Fin         | Partido | Partido |
| ---------- | ----------- | --------------------- | ----------- | ------- | ------- |
|            | Robert Fico | 25 de octubre de 2023 | En el cargo |         |         |

### Vicepresidentes del Gobierno de la República Eslovaca
| Fotografía                                       | Vicepresidentes | Período               | Período     | Partido | Partido |
| Fotografía                                       | Vicepresidentes | Inicio                | Fin         | Partido | Partido |
| ------------------------------------------------ | --------------- | --------------------- | ----------- | ------- | ------- |
|                                                  | Robert Kaliňák  | 25 de octubre de 2023 | En el cargo |         |         |
|                                                  | Denisa Saková   | 25 de octubre de 2023 | En el cargo |         |         |
|                                                  | Tomáš Taraba    | 25 de octubre de 2023 | En el cargo |         |         |
| Viceprimer Ministro para el Plan de Recuperación |                 |                       |             |         |         |
|                                                  | Peter Kmec      | 25 de octubre de 2023 | En el cargo |         |         |

### Ministerios
| Ministerio                                         | Fotografía | Titular             | Período               | Período               | Partido | Partido | Ref   |
| Ministerio                                         | Fotografía | Titular             | Inicio                | Fin                   | Partido | Partido | Ref   |
| -------------------------------------------------- | ---------- | ------------------- | --------------------- | --------------------- | ------- | ------- | ----- |
| Agricultura y Desarrollo Rural                     |            | Richard Takáč       | 25 de octubre de 2023 | En el cargo           |         |         |       |
| Asuntos Exteriores y Europeos                      |            | Juraj Blanár        | 25 de octubre de 2023 | En el cargo           |         |         |       |
| Cultura                                            |            | Martina Šimkovičová | 25 de octubre de 2023 | En el cargo           |         |         |       |
| Defensa                                            |            | Robert Kaliňák      | 25 de octubre de 2023 | En el cargo           |         |         |       |
| Economía                                           |            | Denisa Saková       | 25 de octubre de 2023 | En el cargo           |         |         |       |
| Educación, Investigación, Desarrollo y Juventud    |            | Tomáš Drucker       | 25 de octubre de 2023 | En el cargo           |         |         |       |
| Finanzas                                           |            | Ladislav Kamenický  | 25 de octubre de 2023 | En el cargo           |         |         |       |
| Interior                                           |            | Matúš Šutaj Eštok   | 25 de octubre de 2023 | En el cargo           |         |         |       |
| Inversiones, Desarrollo Regional e Informatización |            | Richard Raši        | 25 de octubre de 2023 | 19 de marzo de 2025   |         |         |       |
| Inversiones, Desarrollo Regional e Informatización |            | Samuel Migaľ        | 19 de marzo de 2025   | En el cargo           |         | Ind     | [ 5 ] |
| Justicia                                           |            | Boris Susko         | 25 de octubre de 2023 | En el cargo           |         |         |       |
| Medio Ambiente                                     |            | Tomáš Taraba        | 25 de octubre de 2023 | En el cargo           |         |         |       |
| Salud                                              |            | Zuzana Dolinková    | 25 de octubre de 2023 | 10 de octubre de 2024 |         |         |       |
| Salud                                              |            | Kamil Šaško         | 10 de octubre de 2024 | En el cargo           |         |         |       |
| Turismo y Deportes                                 |            | Dušan Keketi        | 1 de febrero de 2024  | 5 de marzo de 2025    |         |         | [ 6 ] |
| Turismo y Deportes                                 |            | Rudolf Huliak       | 5 de marzo de 2025    | En el cargo           |         |         | [ 7 ] |
| Transporte y Construcción                          |            | Jozef Ráž           | 25 de octubre de 2023 | En el cargo           |         |         |       |
| Trabajo, Asuntos Sociales y Familia                |            | Erik Tomáš          | 25 de octubre de 2023 | En el cargo           |         |         |       |